# Primera División (Chile) 2014/15 Clausura
Die Clausura der Primera División 2015, auch unter dem Namen Campeonato Nacional Clausura Scotiabank 2015 bekannt, war die 96. Spielzeit der Primera División, der höchsten Spielklasse im Fußball in Chile. Die Saison begann am 2. Januar und endete am 3. Mai 2015.
Die Saison wurde wie bereits in den Vorjahren in zwei eigenständige Halbjahresmeisterschaften, der Apertura und Clausura, unterteilt. Durch die Transición 2013 wurde der Rhythmus vom Kalenderjahr auf den europäischen Modus angepasst.
Die Meisterschaft gewann das Team von CD Cobresal, das seinen ersten Meistertitel der Vereinsgeschichte holte und sich gleichzeitig für die Copa Libertadores 2016 qualifizierte. 
Für die Copa Sudamericana 2015 qualifizierte sich Pokalsieger U. de Concepción, CD Huachipato als bestes noch nicht international qualifiziertes Team der Gesamttabelle und der Sieger der Pre-Liguilla CD Universidad Católica. 
Die Absteiger anhand der Abstiegstabelle sind die Klubs AC Barnechea, CD Cobreloa und Deportivo Ñublense.

## Modus
Die 18 Teams spielen einmalig jeder gegen jeden. Meister ist das Team mit den meisten Punkten. Bei Punktgleichstand gibt es ein Entscheidungsspiel.
Für die Copa Libertadores qualifiziert sich der Meister. An der Copa Sudamericana nehmen das beste noch nicht international qualifizierte Team der Gesamttabelle, der Pokalsieger sowie der Sieger der Pre-Liguilla Copa Sudamericana teil. 
Die drei letzten Teams der Abstiegstabelle, die über den Punktedurchschnitt der letzten zwei Jahre ermittelt wird, steigen in die Primera B ab.

## Teilnehmer
Die Absteiger der Vorsaison Rangers de Talca und Everton wurden durch die beiden Aufsteiger aus der Primera B CD San Marcos de Arica und AC Barnechea ersetzt. Folgende Vereine nahmen daher an der Meisterschaft 2014/15 teil:
| Mannschaft                | Stadt             | Stadion                                      | Kapazität |
| ------------------------- | ----------------- | -------------------------------------------- | --------- |
| Deportes Antofagasta      | Antofagasta       | Estadio Regional de Antofagasta              | 26.339    |
| Audax Italiano            | Santiago de Chile | Estadio Bicentenario Municipal de La Florida | 12.000    |
| AC Barnechea              | Santiago de Chile | Estadio Municipal de Lo Barnechea            | 05.000    |
| CD Cobreloa               | Calama            | Estadio Zorros del Desierto                  | 20.180    |
| CD Cobresal               | El Salvador       | Estadio El Cobre                             | 20.752    |
| CSD Colo-Colo             | Santiago de Chile | Estadio Monumental                           | 45.000    |
| CD Huachipato             | Talcahuano        | Estadio CAP                                  | 10.500    |
| Ñublense                  | Chillán           | Estadio Nelson Oyarzún                       | 12.000    |
| CD O’Higgins              | Rancagua          | Estadio El Teniente                          | 15.450    |
| CD Palestino              | Santiago de Chile | Estadio Municipal de La Cisterna             | 08.000    |
| Deportes Iquique          | Iquique           | Estadio Tierra de Campeones                  | 12.000    |
| San Marcos de Arica       | Arica             | Estadio Carlos Dittborn                      | 09.746    |
| Santiago Wanderers        | Valparaíso        | Estadio Elías Figueroa Brander               | 18.500    |
| Universidad Católica      | Santiago de Chile | Estadio San Carlos de Apoquindo              | 13.000    |
| Universidad de Chile      | Santiago de Chile | Estadio Nacional de Chile                    | 49.000    |
| Universidad de Concepción | Concepción        | Estadio Municipal de Concepción              | 29.000    |
| Unión Española            | Santiago de Chile | Estadio Santa Laura                          | 19.000    |
| Unión La Calera           | La Calera         | Estadio Municipal Nicolás Chahuán Nazar      | 10.000    |

## Ligaphase
| Pl.                                | Verein                     | Sp. | S  | U | N  | Tore    | Diff. | Punkte |
| ---------------------------------- | -------------------------- | --- | -- | - | -- | ------- | ----- | ------ |
| 1.                                 | CD Cobresal                | 17  | 10 | 4 | 3  | 029:200 | +9    | 34     |
| 2.                                 | CSD Colo-Colo              | 17  | 10 | 2 | 5  | 032:210 | +11   | 32     |
| 3.                                 | CD Huachipato              | 17  | 9  | 4 | 4  | 029:280 | +1    | 31     |
| 4.                                 | Universidad Católica       | 17  | 8  | 5 | 4  | 040:310 | +9    | 29     |
| 5.                                 | Unión La Calera            | 17  | 8  | 3 | 6  | 033:260 | +7    | 27     |
| 6.                                 | Universidad de Concepción  | 17  | 8  | 3 | 6  | 027:260 | +1    | 27     |
| 7.                                 | Universidad de Chile (M)   | 17  | 8  | 2 | 7  | 036:270 | +9    | 26     |
| 8.                                 | CD San Marcos de Arica (N) | 17  | 6  | 6 | 5  | 026:190 | +7    | 24     |
| 9.                                 | CD O’Higgins               | 17  | 6  | 6 | 5  | 021:230 | −2    | 24     |
| 10.                                | Unión Española             | 17  | 6  | 5 | 6  | 020:230 | −3    | 23     |
| 11.                                | CD Cobreloa                | 17  | 6  | 4 | 7  | 022:230 | −1    | 22     |
| 12.                                | Audax Italiano             | 17  | 5  | 6 | 6  | 023:240 | −1    | 21     |
| 13.                                | Deportes Iquique           | 17  | 6  | 3 | 8  | 027:300 | −3    | 21     |
| 14.                                | Deportes Antofagasta       | 17  | 6  | 2 | 9  | 025:270 | −2    | 20     |
| 15.                                | Deportivo Ñublense         | 17  | 5  | 4 | 8  | 019:210 | −2    | 19     |
| 16.                                | CD Palestino               | 17  | 5  | 4 | 8  | 026:340 | −8    | 19     |
| 17.                                | Santiago Wanderers         | 17  | 4  | 5 | 8  | 021:260 | −5    | 17     |
| 18.                                | AC Barnechea (N)           | 17  | 2  | 2 | 13 | 013:400 | −27   | 08     |
| Quelle: rsssf.org, Stand: Endstand |                            |     |    |   |    |         |       |        |

| (M) | Vorjahresmeister |
| (N) | Aufsteiger       |

## Beste Torschützen
| Rang | Spieler          | Klub                      | Tore |
| ---- | ---------------- | ------------------------- | ---- |
| 1    | Esteban Paredes  | CSD Colo-Colo             | 11   |
|      | Jean Paul Pineda | Unión La Calera           | 11   |
| 3    | Gustavo Canales  | CF Universidad de Chile   | 9    |
|      | Ever Cantero     | CD Cobresal               | 9    |
|      | Matías Donoso    | CD Cobresal               | 9    |
| 6    | Leandro Benegas  | CF Universidad de Chile   | 8    |
|      | Cristian Bogado  | Deportes Iquique          | 8    |
|      | Pablo Calandria  | CD O’Higgins              | 8    |
|      | Gastón Cellerino | CD Santiago Wanderers     | 8    |
|      | Andrés Vilches   | CD Huachipato             | 8    |
| 11   | Bryan Carrasco   | Audax Italiano            | 7    |
|      | Gabriel Vargas   | Universidad de Concepción | 7    |

## Gesamttabelle
| Pl.                                | Verein                     | Sp. | S  | U  | N  | Tore    | Diff. | Punkte |
| ---------------------------------- | -------------------------- | --- | -- | -- | -- | ------- | ----- | ------ |
| 1.                                 | CSD Colo-Colo              | 34  | 23 | 4  | 7  | 066:320 | +34   | 73     |
| 2.                                 | Universidad de Chile (M)   | 34  | 22 | 4  | 8  | 073:400 | +33   | 70     |
| 3.                                 | CD Santiago Wanderers      | 34  | 18 | 6  | 10 | 052:400 | +12   | 60     |
| 4.                                 | CD Huachipato              | 34  | 14 | 9  | 11 | 053:500 | +3    | 51     |
| 5.                                 | CD Cobresal                | 34  | 15 | 6  | 13 | 045:450 | ±0    | 51     |
| 6.                                 | CD Palestino               | 34  | 15 | 5  | 14 | 054:550 | −1    | 50     |
| 7.                                 | Unión La Calera            | 34  | 14 | 7  | 13 | 048:380 | +10   | 49     |
| 8.                                 | Unión Española             | 34  | 14 | 6  | 14 | 042:470 | −5    | 48     |
| 9.                                 | CD O’Higgins               | 34  | 12 | 11 | 11 | 048:480 | ±0    | 47     |
| 10.                                | Universidad Católica       | 34  | 13 | 7  | 14 | 060:560 | +4    | 46     |
| 11.                                | Universidad de Concepción  | 34  | 12 | 9  | 13 | 045:490 | −4    | 45     |
| 12.                                | Audax Italiano             | 34  | 11 | 11 | 12 | 049:450 | +4    | 44     |
| 13.                                | CD San Marcos de Arica (N) | 34  | 11 | 9  | 14 | 038:400 | −2    | 42     |
| 14.                                | Deportivo Ñublense         | 34  | 10 | 8  | 16 | 040:500 | −10   | 38     |
| 15.                                | Deportes Iquique           | 34  | 9  | 10 | 15 | 049:610 | −12   | 37     |
| 16.                                | Deportes Antofagasta       | 34  | 10 | 6  | 18 | 038:520 | −14   | 36     |
| 17.                                | CD Cobreloa                | 34  | 9  | 6  | 19 | 041:620 | −21   | 33     |
| 18.                                | AC Barnechea (N)           | 34  | 8  | 4  | 22 | 029:660 | −37   | 28     |
| Quelle: rsssf.org, Stand: Endstand |                            |     |    |    |    |         |       |        |

| (M) | Vorjahresmeister |
| (N) | Aufsteiger       |

## Abstiegstabelle
| Pl. | Verein                     | 2013/14 | 2014/15 | Punkte | Spiele | Durchschnitt |
| --- | -------------------------- | ------- | ------- | ------ | ------ | ------------ |
| 1   | CSD Colo-Colo              | 66      | 73      | 139    | 68     | 2,044        |
| 2   | CD Universidad Católica    | 72      | 45      | 118    | 68     | 1,735        |
| 3   | CF Universidad de Chile    | 47      | 70      | 117    | 68     | 1,721        |
| 4   | CD O’Higgins               | 69      | 47      | 116    | 68     | 1,706        |
| 5   | CD Palestino               | 53      | 50      | 103    | 68     | 1,515        |
| 6   | CD Santiago Wanderers      | 40      | 60      | 100    | 68     | 1,471        |
| 7   | Unión Española             | 50      | 48      | 98     | 68     | 1,441        |
| 8   | CD Cobresal                | 45      | 51      | 96     | 68     | 1,412        |
| 9   | CD Huachipato              | 38      | 57      | 95     | 68     | 1,397        |
| 10  | Universidad de Concepción  | 49      | 45      | 94     | 68     | 1,382        |
| 11  | Deportes Iquique           | 51      | 37      | 88     | 68     | 1,294        |
| 12  | Unión La Calera            | 35      | 49      | 84     | 68     | 1,235        |
| 13  | CD San Marcos de Arica (N) | -       | 42      | 42     | 34     | 1,235        |
| 14  | Audax Italiano             | 36      | 44      | 80     | 119    | 1,176        |
| 15  | Deportes Antofagasta       | 44      | 36      | 80     | 68     | 1,176        |
| 16  | Deportivo Ñublense         | 41      | 38      | 79     | 68     | 1,162        |
| 17  | CD Cobreloa                | 45      | 30      | 75     | 68     | 1,103        |
| 18  | AC Barnechea (N)           | -       | 28      | 28     | 34     | 0,824        |

## Pre-Liguilla Copa Sudamericana

### Halbfinale
|                        | Gesamt          |                         | Hinspiel | Rückspiel |
| ---------------------- | --------------- | ----------------------- | -------- | --------- |
| CD O’Higgins           | 3:5             | CD Universidad Católica | 2:2      | 1:3       |
| CD San Marcos de Arica | 2:2 (4:2 i. E.) | Unión La Calera         | 1:1      | 1:1       |

### Finale
Das Hinspiel fand am 17. Mai, das Rückspiel am 20. Mai statt.
|                        | Gesamt          |                         | Hinspiel | Rückspiel |
| ---------------------- | --------------- | ----------------------- | -------- | --------- |
| CD San Marcos de Arica | 4:4 (5:6 i. E.) | CD Universidad Católica | 3:1      | 1:3       |

Mit dem Erfolg qualifizierte sich der CD Universidad Católica für die Copa Sudamericana 2015.